# Sheldon Keefe
Sheldon Keefe, född 17 september 1980, är en kanadensisk ishockeytränare och före detta professionell ishockeyforward som är tränare för New Jersey Devils i National Hockey League (NHL). Han har tidigare tränat Toronto Maple Leafs.
Keefe som ishockeyspelare tillbringade tre säsonger i NHL, där han spelade för ishockeyorganisationen Tampa Bay Lightning. Han producerade 24 poäng (tolv mål och tolv assists) samt drog på sig 78 utvisningsminuter på 125 grundspelsmatcher. Keefe spelade också för Springfield Falcons, Hershey Bears och Utah Grizzlies i American Hockey League (AHL); Detroit Vipers i International Hockey League (IHL) och Toronto St. Michael's Majors och Barrie Colts i Ontario Hockey League (OHL).
Han draftades av Tampa Bay Lightning i andra rundan i 1999 års draft som 47:e spelaren totalt.
2003 köpte Keefe juniorishockeylaget Pembroke Lumber Kings som spelade i Central Junior A Hockey League. 2005 avslutade han sin professionella ishockeykarriär och började arbetade på heltid med Lumber Kings, där var han assisterande tränare, general manager och tränare. 2012 blev han tränare för Sault Ste. Marie Greyhounds i Ontario Hockey League (OHL), året efter sålde Keefe Lumber Kings till den före detta ishockeyspelaren Dale McTavish. 2015 lämnade han Greyhounds för att ta sig an Toronto Marlies i American Hockey League (AHL). Säsongen 2017–2018 ledde han Marlies till att vinna Calder Cup. Den 20 november 2019 blev han befordrad till att leda Marlies moderorganisation Toronto Maple Leafs i NHL, efter att Maple Leafs president Brendan Shanahan meddelade att ishockeyorganisationen hade sparkat Mike Babcock.

## Statistik

### Spelare
| 1995–1996  | Toronto Nationals            | GTHL       | 45  | 66 | 71  | 137 | —   | —  | —  | —  | —  | —  |
| 1996–1997  | Bramalea Blues               | OPJHL      | 8   | 0  | 3   | 3   | 4   | —  | —  | —  | —  | —  |
|            | Quinte Hawks                 | MetJHL     | 44  | 21 | 23  | 44  | 41  | —  | —  | —  | —  | —  |
| 1997–1998  | Caledon Canadians            | MetJHL     | 43  | 41 | 40  | 81  | 117 | 13 | 15 | 8  | 23 | —  |
| 1998–1999  | Toronto St. Michael's Majors | OHL        | 38  | 37 | 37  | 74  | 80  | —  | —  | —  | —  | —  |
|            | Barrie Colts                 | OHL        | 28  | 14 | 28  | 42  | 60  | —  | —  | —  | —  | —  |
| 1999–2000  | Barrie Colts                 | OHL        | 66  | 48 | 73  | 121 | 95  | 25 | 10 | 13 | 23 | 41 |
| 2000–2001  | Tampa Bay Lightning          | NHL        | 49  | 4  | 0   | 4   | 38  | —  | —  | —  | —  | —  |
|            | Detroit Vipers               | IHL        | 13  | 7  | 5   | 12  | 23  | —  | —  | —  | —  | —  |
| 2001–2002  | Tampa Bay Lightning          | NHL        | 39  | 6  | 7   | 13  | 16  | —  | —  | —  | —  | —  |
|            | Springfield Falcons          | AHL        | 24  | 9  | 9   | 18  | 26  | —  | —  | —  | —  | —  |
| 2002–2003  | Tampa Bay Lightning          | NHL        | 37  | 2  | 5   | 7   | 24  | —  | —  | —  | —  | —  |
|            | Springfield Falcons          | AHL        | 33  | 16 | 15  | 31  | 28  | 6  | 0  | 0  | 0  | 4  |
| 2003–2004  | Hershey Bears                | AHL        | 59  | 16 | 16  | 32  | 82  | —  | —  | —  | —  | —  |
| 2004–2005  | Utah Grizzlies               | AHL        | 4   | 0  | 1   | 1   | 0   | —  | —  | —  | —  | —  |
| NHL totalt | NHL totalt                   | NHL totalt | 125 | 12 | 12  | 24  | 78  | —  | —  | —  | —  | —  |
| AHL totalt | AHL totalt                   | AHL totalt | 120 | 41 | 41  | 82  | 136 | 6  | 0  | 0  | 0  | 4  |
| OHL totalt | OHL totalt                   | OHL totalt | 132 | 99 | 138 | 237 | 235 | 25 | 10 | 13 | 23 | 41 |

### Tränare
Källa: 
| Lag                 | Säsong    | Grundserie | Grundserie | Grundserie | Grundserie        | Grundserie | Grundserie     | Slutspel                   |  |
| Lag                 | Säsong    | Matcher    | Vinster    | Förluster  | Övertidsförluster | Poäng      | Placering      | Resultat                   |  |
| ------------------- | --------- | ---------- | ---------- | ---------- | ----------------- | ---------- | -------------- | -------------------------- |  |
| Toronto Maple Leafs | 2019–2020 | 47         | 27         | 15         | 5                 | 59         | 3:a i Atlantic | Förlorade i första rundan. |  |
| Toronto Maple Leafs | 2020–2021 | 56         | 35         | 14         | 7                 | 77         | 1:a i Atlantic | Förlorade i första rundan. |  |
| Toronto Maple Leafs | 2021–2022 | 82         | 54         | 21         | 7                 | 115        | 2:a i Atlantic | Förlorade i första rundan. |  |
| Toronto Maple Leafs | 2022–2023 | 82         | 50         | 21         | 11                | 111        | 2:a i Atlantic | Förlorade i andra rundan.  |  |
| Toronto Maple Leafs | 2023–2024 | 82         | 46         | 26         | 10                | 102        | 3:a i Atlantic | Förlorade i första rundan. |  |
| Totalt              | Totalt    | 349        | 212        | 97         | 40                | 464        |                |                            |  |